# Monumentul lui Eugeniu Carada din București

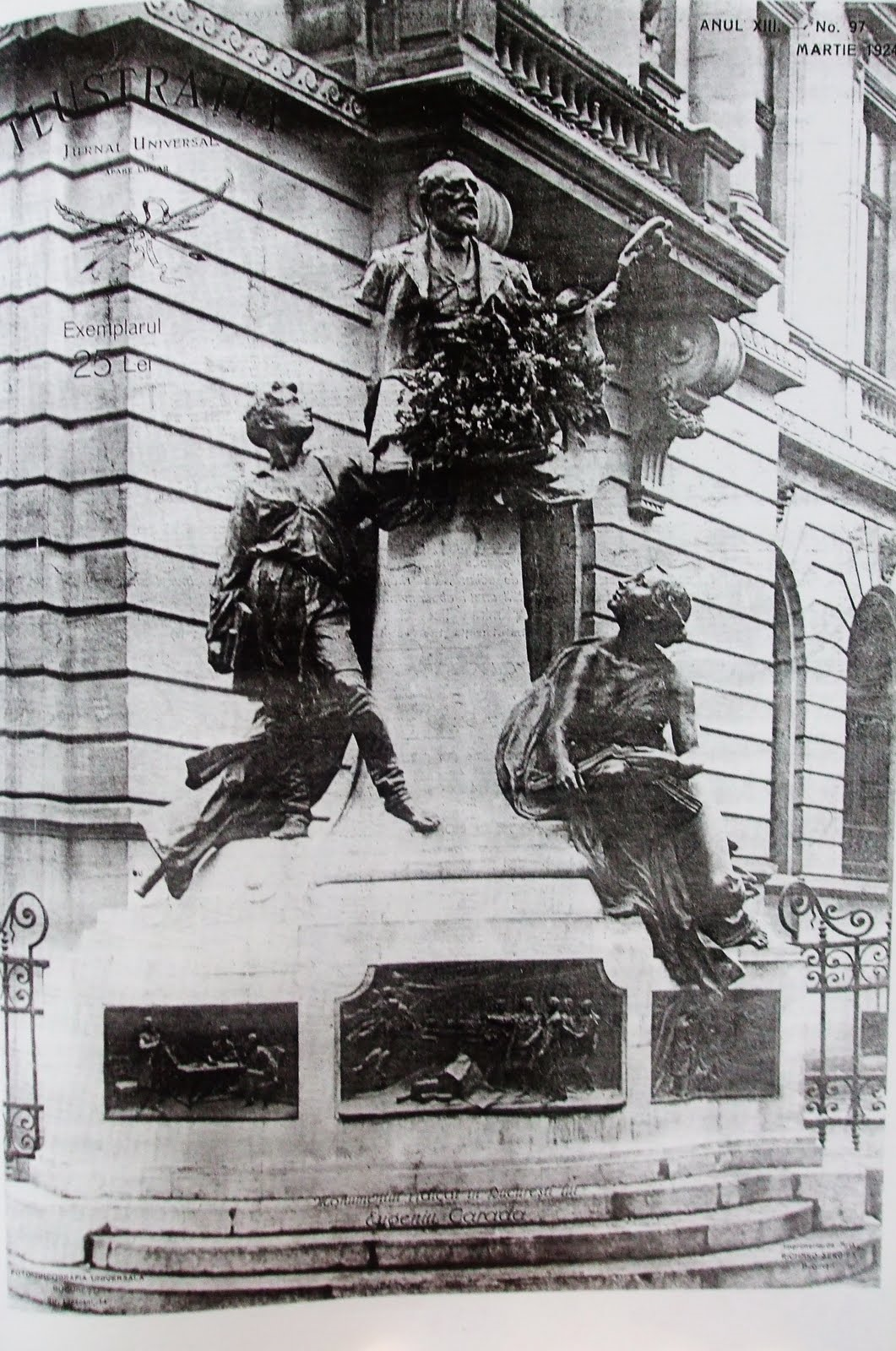
Monumentul lui Eugeniu Carada, pe prima pagină a publicaţiei Ilustraţia-Jurnal Universal, anul XIII, nr 97, martie 1924

Monumentul lui Eugeniu Carada în curs de reconstituire (17 mai 2013)

Monumentul lui Eugeniu Carada reconstituit (11 octombrie 2013)

Monumentul lui Eugeniu Carada din București a fost dezvelit la 17 februarie 1924, lângă clădirea Băncii Naționale. Monumentul consta dintr-un mic bust de bronz ridicat pe un soclu decorat cu basoreliefuri și figuri alegorice. 
Bustul lui Eugeniu Carada, primul director al Băncii Naționale a României, era așezat pe un soclu în formă de trunchi de piramidă care, la rândul lui, era fixat pe o bază mai largă, cu colțurile rotunjite. Ansamblul conținea, de asemenea, lucrate în bronz, figuri alegorice și trei basoreliefuri reprezentând momente importante ale vieții acestuia. Elementele de bronz ale grupului statuar au fost realizate de sculptorul francez Ernest Henri Dubois, iar soclul de piatră de sculptorul român Dumitru Mățăoanu.

## Istoric

### Construcția
La 14 ani de la moartea lui Eugeniu Carada, survenită în 1910, liberalii au decis să ridice un grup statuar în memoria sa, la intersecția străzilor Lipscani și Eugeniu Carada (până la acea dată numită strada Karagheorghevici), în colțul Palatului Vechi al Băncii Naționale. În cadrul Băncii Naționale au fost propuse două variante: statuie și bust. A fost aleasă varianta în formulă academistă a bustului acompaniat de alegorii, simboluri și reliefuri. Principalii susținători ai variantei au fost liberalii Vintilă Brătianu (ministru de finanțe) și Constantin Bibicescu (directorul Băncii Naționale).

### Demolarea
Monumentul a fost demolat în 1948 (din alte surse în 1952,  1953-54) din rațiuni politice și probabil distrus, în împrejurări rămase încă insuficient cunoscute. Referindu-se la acest episod, Costin Murgescu, membru corespondent al Academiei Române, nota în lucrarea sa "Mersul ideilor economice la români", că demolarea statuii nu a fost făcută spre paguba lui Carada, ci a celor care sunt dornici să cinstească istoria țării lor.

### Reconstrucția
În lunile august-septembrie 2009 Administrația Monumentelor și Patrimoniului Turistic a organizat o licitație deschisă cu tema Concept și realizare machetă din material intermediar scara 1/1 a monumentului Eugeniu Carada, care avea următoarea descriere succintă:
„Macheta realizată va reda cu fidelitate aspectul inițial al monumentului Eugeniu Carada, realizat de către sculptorul Ernest-Henri Dubois, monument amplasat în anul 1924 lângă Banca Națională a României și dezafectat în anul 1952”.
Licitația a rămas fără un rezultat concret.
Banca Națională a României a decis refacerea monumentului pe cont propriu. Pentru realizarea proiectului a fost desemnat sculptorul Ioan Bolborea care a declarat că această reconstituire a monumentului inițial este un grup statuar format din bustul lui Carada, două personaje alegorice, trei reliefuri, așezate pe un postament de 4,2 metri și este turnat în bronz. Contractul, în valoare de 2,8 milioane lei fără TVA, care acoperă execuția, montajul, lucrările auxiliare și de împrejmuire, i-a fost atribuit sculptorului Ioan Bolborea la începutul lunii mai 2012, prin negociere directă, fără anunț de participare.
În legătură cu noul monument, Mugur Isărescu, guvernatorul Băncii Naționale, declara: 
„Vom inaugura, tot în acest an, probabil în luna septembrie, noul ansamblul statuar dedicat lui Eugeniu Carada.(...) Ceea ce vom inaugura în acest an este o replică, mai mult sau mai puțin fidelă, a proiectului inițial.”
Monumentul lui Eugeniu Carada, reconstituit de sculptorul Ioan Bolborea, a fost inaugurat luni 9 septembrie 2013. În aceeași zi cu inaugurarea monumentului a fost lansat volumul Eugeniu Carada. Corespondență și mărturii inedite. Prefață de academician Mugur Isărescu. Ediție îngrijită și studiu introductiv de Sabina Marițiu și Romeo Cîrjan. Seria Restitutio, volumul 7.

## Basoreliefurile

Basorelieful din stânga
Basorelieful din centru
Basorelieful din dreapta